# Parsatatar
Parsatatar (Paršatatar) Mitanni uralkodója volt az i. e. 15. század közepén. Csak feltevés, hogy Kirta vagy I. Suttarna fia, és még az is előfordulhat, hogy azonos Parattarnával. A trónváltásról ugyanis nincs adat, de a források Parattarna neve helyett Parsatatarról beszélnek i. e. 1447 után. Olyan feltevés is létezik, miszerint az egymást követő I. Suttarna → Parattarna → Saustatar királynevek csak ismétlései az egy évszázaddal későbbre datált I. Artatama → II. Suttarna → Tusratta hármasnak.
Parsatatar uralkodási ideje Mitanni fénykorára esik, vagy ő maga volt a nagy hódító (amennyiben azonos Parattarnával), vagy annak első utódja. Vitatott kérdés, hogy III. Thotmesz eufráteszi hadjárata alkalmával még Parattarna, vagy már Parsatatar volt az uralkodó. A megiddói csata azonban már Mitanni hanyatlásának kezdete, hiszen az általa támogatott kánaáni államszövetség vereséget szenvedett, és ettől kezdve hosszú ideig Egyiptom lett Szíria fő hegemónja. III. Thotmesz 8. szíriai hadjárata (uralkodásának 33. évében, körülbelül i. e. 1447-ben) a hurri haderő már nem is állt ki nyílt csatára az Eufrátesznél portyázó egyiptomi királlyal.
Egyiptom 1457 és 1442 között csak igen szórványos hurri ellenállással találkozott Szíriában. 1442-ben aztán a – Kádesen kívüli – utolsó hurri erőket is átkergette az Eufráteszen. Sőt Thotmesz át is kelt a folyamon, és partja mentén portyázva gyengítette Mitanni határvidékét. Ettől kezdve csak elszigetelt hurri csapattestek maradtak Szíriában - Kádesben még hét évig tartotta magát az ott rekedt 50 lovas és 700 gyalogos harcos.
Mitanni – talán hogy tekintélyét vazallusai között fenntartsa – 1460 körül még lerombolta Assurt és Ninivét, az egyik utolsó olyan katonai vállalkozás volt ez, melyben Mitanni sikeresnek mondható. Az is elképzelhető, hogy az asszírok fellázadtak, látván Egyiptom sikereit, s bízva Thotmesz segítségében, vagy abban, hogy az egyiptomi sereg feltartja Mitanni főerőit. Ugyanebben az időben Parsatatar még Tirka, azaz Hanna Királyság ura is volt. A mai délkelet-szíriai térség további sorsáról nem sokat tudunk egészen a későbbi újasszír hódításokig.